# Danuta Bułkowská
Danuta Bułkowská-Milejová, pol. Bułkowska-Milej (* 31. ledna 1959 Olszanka) je bývalá polská atletka, jejíž specializací byla disciplína skok do výšky. Mezi její největší úspěchy patří dvě bronzové medaile z halového mistrovství Evropy 1984 a 1985. Je držitelkou polských rekordů v hale a pod širým nebem.
V roce 1977 získala na juniorském mistrovství Evropy v Doněcku bronzovou medaili. Na letních olympijských hrách v Moskvě 1980 skončila s výkonem 185 cm v kvalifikaci. Její nejúspěšnější sezónou byl rok 1985, kdy získala hned tři bronzové medaile. 19. ledna vybojovala společně s Kanaďankou Debbie Brillovou a Kubánkou Costaovou bronz na prvním halovém mistrovství světa v Paříži. Tehdy se však ještě šampionát jmenoval Světové halové hry. Později skončila třetí na halovém mistrovství Evropy v Göteborgu. V letní sezóně získala bronzovou medaili také na letní univerziádě v japonském Kóbe. Jejím posledním mezinárodním úspěchem bylo sedmé místo na HME 1987 v Liévinu.

## Osobní rekordy
- hala - (195 cm, 4. března 1984, Göteborg) - národní rekord
- venku - (197 cm, 9. června 1984, Wörrstadt) - národní rekord

## Domácí tituly
- skok do výšky (hala) - (5x - 1983, 1984, 1985, 1986, 1987)
- skok do výšky (venku) - (9x - 1977, 1982, 1983, 1984, 1985, 1986, 1987, 1988, 1989)